# Коростенский округ
Коросте́нский округ (укр. Коростенська округа) — административно-территориальная единица Украинской ССР в 1923—1930 и 1935—1937 годах. Центр — город Коростень.

## Округ в 1923—1930 годах
Коростенский округ был образован в составе Волынской губернии в 1923 году, когда по всей Украинской ССР вводилось окружное деление. В 1925 году губернское деление было упразднено, и округ перешёл в прямое республиканское подчинение.
По данным на 1 января 1926 года, округ делился на 11 районов: Базарский, Барашевский, Городницкий, Лугинский, Малинский, Народический, Овручский, Олевский, Словечанский, Ушомирский и Эмильченский.
В 1930 году Коростенский округ был ликвидирован.
По данным на 1926 год, в округе проживало 520,9 тыс. человек, в том числе украинцы — 70,1 %; поляки — 7,8 %; евреи — 7,8 %; немцы — 5,0 %; русские — 1,6 %.

## Округ в 1935—1937 годах
Вновь Коростенский округ был образован 1 апреля 1935 года в качестве пограничного округа Киевской области. Делился на 8 районов: Барашевский, Емильчинский, Лугинский, Народичский, Овручский, Олевский, Словечанский и Чеповичский. В 1937 году округ был упразднён, а его районы отошли к новой Житомирской области.